# کنسرواتوار ای.اف.آی
کنسرواتوار ای.اف. آی (به انگلیسی: AFI Conservatory) یک مدرسه ارشد فیلم‌سازی خصوصی است که در بخش هالیوود هیلز شهر لس آنجلس واقع است. این کنسرواتوار زیر نظر بنیاد فیلم آمریکا (AFI) فعالیت می‌کند. این مؤسسه در زمره معتبرترین دانشکده‌های فیلم‌سازی جهان قرار دارد. در سال ۲۰۲۰ نشریه هالیوود ریپورتر و نشریه درپ این مدرسه را در رتبه نخست بهترین مدرسه‌های فیلم‌سازی جهان رده‌بندی کرده‌است. از دیدگاه پرینستون ریویو و یو اس نیوز در زمره پنج دانشکده برتر فیلم دنیا قرار دارد.
دوره فیلمسازی این کنسرواتوار با تأکید بر زبان شخصی فیلمسازان و داستانگویی تصویری برگزار می‌شود. این کنسرواتوار در حال حاضر در شش رشتهٔ مختلف به آموزش نسل بعدی هنرمندان سینما می‌پردازد: فیلمبرداری، کارگردانی، فیلمنامه‌نویسی، تدوین، تهیه و مدیریت هنری (پروداکشن دیزاین). در دوران تحصیل، دانشجویان به تیم‌های مختلف تقسیم‌بندی می‌شوند تا فضای حرفه‌ای تولید فیلم و کار تیمی از ابتدا برای آنها بازنمایی شود. دانشجویان در این مدرسه بیش از هر مدرسه‌ای باید به تولید سینمایی در گرایش تحصیلی خود بپردازند. پذیرش این مدرسه بسیار سختگیرانه بوده و سالیانه حداکثر ۱۴۰ دانشجو از کل دنیا می‌پذیرد.
فیلمسازانی همچون فرانسیس فورد کوپولا در زمره هیئت مؤسسان این کنسرواتوار و فیلمسازان دیگری همچون: ترنس مالیک، دارن آرونوفسکی، دیوید لینچ و الخاندرو گونسالس اینیاریتو، در زمره فارق‌التحصیلان برجسته این کنسرواتوار قرار دارند.

## جوایز
تا به امروز، فارق‌التحصیلان کنسرواتوار ای.اف. آی در مجموع ۱۴۹ باز نامزد جایزه اسکار شده و ۳۰ بار موفق به دریافت آن شده‌اند.